# France dans la guerre de Sécession

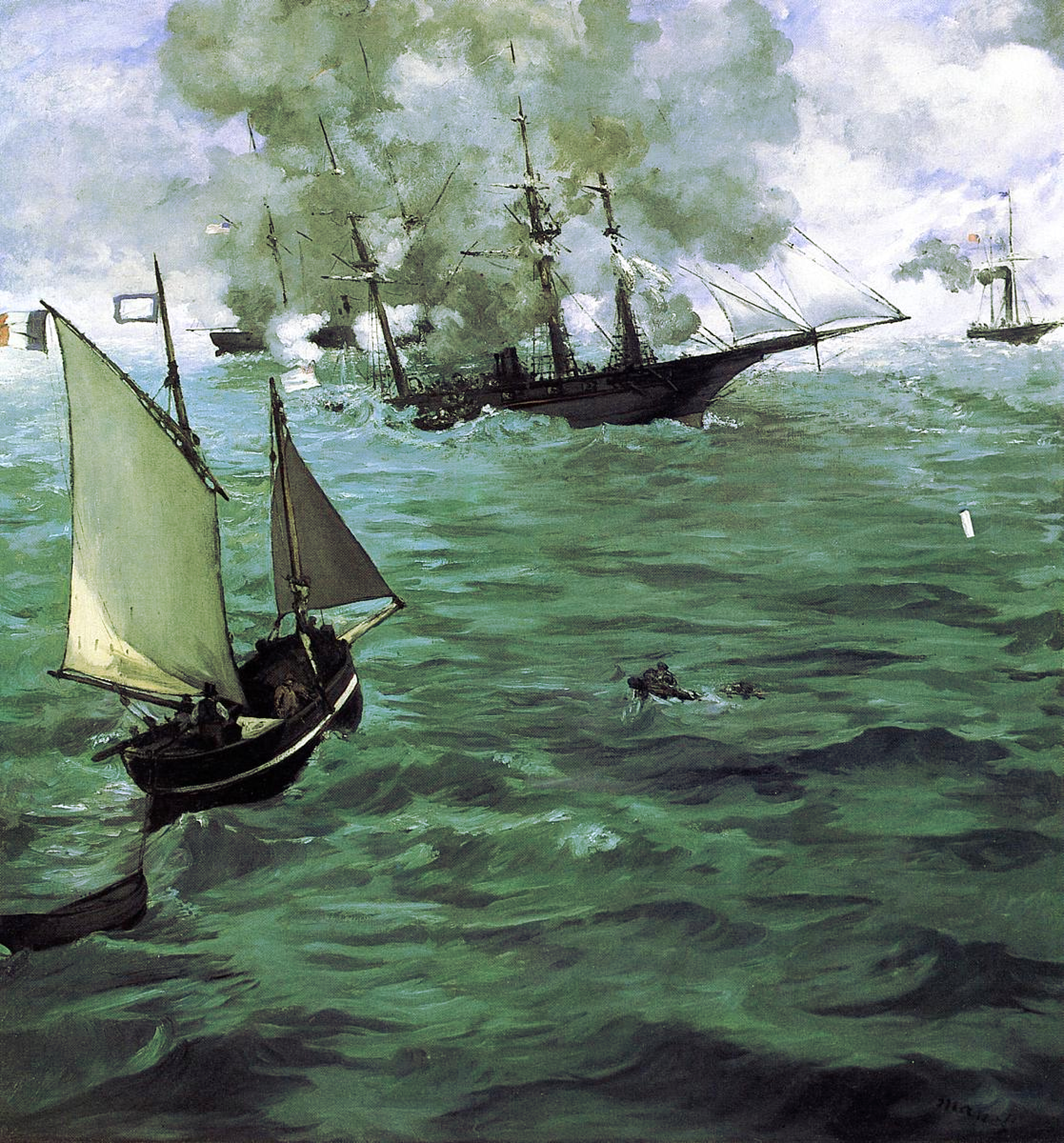
Le Combat du Kearsarge et de l'Alabama au large de Cherbourg, par Édouard Manet, 1865

L'empire français était officiellement neutre pendant la guerre de Sécession, Napoléon III décidant le 10 juin 1861 « une stricte neutralité dans la lutte engagée entre le gouvernement de l'Union et les États qui prétendent former une confédération particulière ».
Néanmoins, Napoléon III juge ce conflit profitable à la France et le prince Napoléon lui prête ces propos : « Si le Nord est victorieux, j'en serai heureux, mais si c'est le Sud qui l'emporte, j'en serai enchanté ».
Les partisans conservateurs de Napoléon III, les légitimistes loyaux à la maison de Bourbon et les chefs catholiques sont favorables à la Confédération. En revanche, le Prince Napoléon, les républicains et les orléanistes loyaux à la maison d'Orléans sont favorables à l'Union. La moitié de la presse française est favorable à l'Union, tandis que la presse « impériale » est plus sympathique à la Confédération. L'opinion publique ignore généralement la guerre, et montre bien plus d'intérêt dans l'expédition du Mexique.
La Confédération est d'ailleurs reconnue comme État belligérant, ce qui lui donne, comme l'Union, le droit d'acheter des armes ou de contracter des emprunts et d'avoir une marine de guerre reconnue. William Lewis Dayton, l'ambassadeur des États-Unis en France, a rencontré le ministre français des Affaires étrangères, Édouard Thouvenel, qui était pro-Union et a contribué à freiner la faveur de Napoléon III vers la reconnaissance diplomatique de l'indépendance confédérée. Cependant, Thouvenel a démissionné de ses fonctions en 1862. Les représentants de la Confédération, Pierre et John Slidell, sont très bien accueillis à la cour impériale, favorable aux Confédérés.
Les conservateurs français considèrent que cette guerre permet de contenir la montée en puissance et l'expansionnisme des États-Unis. Louis-Philippe s'était ainsi déjà opposé à l'annexion du Texas en 1845. Napoléon III reconnaît aussi dans la sécession des États confédérés le droit des peuples à disposer d'eux-mêmes, ce qu'il a défendu en Europe avec l'indépendance de la Grèce ou de l'Italie.
L'intérêt politique se double d'intérêts commerciaux. La Confédération est libre-échangiste, au contraire de l'Union qui applique des taxes très protectionnistes, et la France se voit déjà vendre aux États confédérés du vin français, mais également des produits industriels et de l'armement.

### Sources
- Les Français dans la guerre de Sécession, Farid Ameur, Presses universitaires de Rennes, 2016, 364 p.
- Pour un commentaire de l'ouvrage d’Édouard Lacouture, Mémoire à Sa Majesté l'empereur Napoléon III : la vérité sur la guerre d'Amérique, par Édouard Lacouture (membre honoraire de la chambre de commerce de Norfolk en Virginie), publié à Paris chez E. Dentu en 1862 (16 p.), voir Annick Foucrier, La France et la guerre de Sécession, Ed. Maison (48 p.)
- La France choisit le Sud de Farid Ameur, L'Histoire, n° 361, dossier Guerre de Sécession, février 2011, p. 68-71.
- L'influence de la France sur les votes au Congrès des États-Unis 1861-1865, in Health Physics, 1998, p. 118-128
- The United States and France ; Civil War ±iplomacy, Lynn Case, Warren Spencer, Univ of Pennsylvania Press ; first edition (June 1970), 747 p.
- Le gouvernement impérial et la guerre de Sécession, L’action diplomatique, Sainlaude Stève, Paris, L’Harmattan, 2011, 145 p.
- La France et la Confédération sudiste, la question de la reconnaissance diplomatique, Sainlaude Stève, Paris, L'Harmattan, 2011, 248 p.
- France and the American Civil War : A diplomatic History, Sainlaude Stève, UNC press, 2019, 304 p. H-Diplo Roundtable (82 pages) https://www.noirsain.net/articles/france-secession-en.pdf
- Des Français dans la guerre de Sécession : L'exemple de la French brigade de la Nouvelle-Orléans (24 avril/2 mai 1862), Philippe de Ladebat, Histoire-Généalogie, 2009.Voir :